# Taiheiyō Ferry
Taiheiyō Ferry ist eine japanische Reederei, die Fährschiffe zwischen Honshū und Hokkaidō betreibt. Sie wurde 1970 als Taiheiyō Enkai Ferry gegründet und gehört zur Meitetsu Group, ihren jetzigen Namen trägt sie seit 1982.

## Geschichte
Taiheiyō Enkai Ferry wurde 1970 von der Handelskammer von Nagoya in Partnerschaft mit dem Geschäftsmann Motoo Tsuchikawa gegründet, der Präsident der Meitetsu war. Bis zur Aufnahme des Fährbetriebs dauerte es jedoch noch bis zum 1. Oktober 1972. Das erste Schiff der Reederei war der Neubau Arkas. Anfangs befand sich die Fährlinie zwischen Ōita und Kyūshū, ehe ab April 1973 die Häfen von Nagoya, Sendai und Tomakomai angelaufen wurden. Zuvor mussten Teile der Hafenanlage von Sendai für den neuen Fährbetrieb umgebaut werden.
1973 und 1979 geriet Taiheiyō Enkai Ferry durch die Ölpreiskrise in finanzielle Schwierigkeiten, 1980 drohte der Reederei die Insolvenz. Mithilfe der Nagoya Railroad wurde das Unternehmen im April 1982 umstrukturiert und unter dem Namen Taiheiyō Ferry neu gegründet. Nach dem Tōhoku-Erdbeben 2011 musste der Fährverkehr aufgrund starker Beschädigungen der Hafenanlage von Sendai kurzzeitig eingestellt werden. 2015 führte ein leichteres Erdbeben zu einem weiteren, kurzfristigen Betriebsstopp.
Taiheiyō Ferry betreibt aktuell drei Fährschiffe, die alle von Mitsubishi Heavy Industries erbaut wurden. Die Werft arbeitet bereits seit den 1980er Jahren mit der Reederei zusammen. Eine Überfahrt von Nagoya nach Tomakomai dauert etwa 40 Stunden.

## Schiffe

### Aktuelle Flotte
| Jahr | Name     | Tonnage    | Werft                                    | Anmerkungen                                                        |
| 2005 | Kiso     | 15.795 BRT | Mitsubishi Heavy Industries, Shimonoseki | ältestes und größtes Schiff der Flotte                             |
| 2011 | Ishikari | 15.762 BRT | Mitsubishi Heavy Industries, Shimonoseki | Bauweise stark an der Kiso angelehnt, jedoch kein Schwesterschiff. |
| 2019 | Kitakami | 14.100 BRT | Mitsubishi Heavy Industries, Shimonoseki | neuestes, aber auch kleinstes Schiff der Flotte                    |

### Ehemalige Flotte
| Jahr | Name     | Tonnage    | Werft                                    | Anmerkungen                                |
| 1972 | Arkas    | 9.779 BRT  | Setoda Zōsen, Setoda                     | 1987 verkauft, 2011 in Alang abgewrackt    |
| 1973 | Albireo  | 9.749 BRT  | Naikai Zōsen, Setoda                     | 1989 verkauft, 2010 in Alang abgewrackt    |
| 1973 | Argo     | 6.949 BRT  | Nipponkai Heavy Industry Company, Toyama | 1980 verkauft, 2006 in Alang abgewrackt    |
| 1973 | Alnasi   | 6.934 BRT  | Nihonkai Heavy Industries, Toyama        | 1975 verkauft, 2011 abgewrackt             |
| 1974 | Ishikari | 11.880 BRT | Naikai Zōsen, Setoda                     | 1991 verkauft, 2011 in Alang abgewrackt    |
| 1975 | Daisetsu | 11.879 BRT | Naikai Zōsen, Setoda                     | 1985 verkauft, 2018 in Aliağa abgewrackt   |
| 1987 | Kiso     | 13.730 BRT | Mitsubishi Heavy Industries, Shimonoseki | 2005 verkauft, als Nissos Rodos im Einsatz |
| 1989 | Kitakami | 13.937 BRT | Mitsubishi Heavy Industries, Shimonoseki | 2019 verkauft und in Alang abgewrackt      |
| 1991 | Ishikari | 14.257 BRT | Mitsubishi Heavy Industries, Kobe        | 2011 verkauft, als Asterion II im Einsatz  |